# Diplogasterellus incurvus
Diplogasterellus incurvus är en rundmaskart. Diplogasterellus incurvus ingår i släktet Diplogasterellus och familjen Diplogasteridae. Inga underarter finns listade i Catalogue of Life.